# Marta Zurro
Marta Zurro Alfonso (11 de enero de 1980, Madrid) es una jugadora española de baloncesto profesional. Con 1.87 de estatura juega de ala-pívot. 51 veces internacional por España, sus logros más significativos con la roja han sido un bronce en el Europeo de Francia 2001 y una plata en el Europeo de Italia 2007.

## Palmarés con España
- Eurobasket 2007 ( Italia)
- Eurobasket 2001 ( Francia)